# Eulinognathus americanus
Eulinognathus americanus är en insektsart som beskrevs av Ewing 1923. Eulinognathus americanus ingår i släktet Eulinognathus och familjen ledlöss. Inga underarter finns listade i Catalogue of Life.